# 대구 중구의 국회의원
대구광역시 중구 선거구는 경상북도 대구시 선거구가 6개로 나뉘어 있었는데 1963년 1월 1일 구제 실시와 함께 제6대 총선에서 경상북도 대구시 중구 선거구 등 4개로 조정될 때 탄생하였다. 1981년 7월 1일 대구직할시 승격과 함께 대구직할시 중구 선거구로, 1995년 1월 1일 대구광역시 개칭과 함께 대구광역시 중구 선거구로 유지되다가, 제17대 총선 시 대구광역시 남구 선거구와 통합하였다.

## 행정구역 변천
- 1963년 1월 1일 경상북도 대구시 중구 설치
- 1964년 12월 1일 북구 태평로3가 편입
- 1980년 4월 1일 남구 남산동·대봉동 편입
- 1981년 7월 1일 대구직할시 중구
- 1995년 1월 1일 대구광역시 중구

## 대구 중구의 역대 국회의원 일람
| 대수   | 이름           | 소속정당     | 임기                               | 선거구역                   |
| ------ | -------------- | ------------ | ---------------------------------- | -------------------------- |
| 제6대  | 송관수(宋寬洙) | 민주공화당   | 1963년 12월 17일 ~ 1967년 6월 30일 | 대구시 중구 일원           |
| 제7대  | 이만섭(李萬燮) | 민주공화당   | 1967년 7월 1일 ~ 1971년 6월 30일   | 대구시 중구 일원           |
| 제8대  | 한병채(韓炳寀) | 신민당       | 1971년 7월 1일 ~ 1972년 10월 17일  | 대구시 중구 일원           |
| 제9대  | 박찬(朴燦)     | 민주공화당   | 1973년 3월 12일 ~ 1979년 3월 11일  | 대구시 중구·서구·북구 일원 |
| 제9대  | 한병채(韓炳寀) | 무소속       | 1973년 3월 12일 ~ 1979년 3월 11일  | 대구시 중구·서구·북구 일원 |
| 제10대 | 한병채(韓炳寀) | 무소속       | 1979년 3월 12일 ~ 1980년 10월 27일 | 대구시 중구·서구·북구 일원 |
| 제10대 | 이만섭(李萬燮) | 민주공화당   | 1979년 3월 12일 ~ 1980년 10월 27일 | 대구시 중구·서구·북구 일원 |
| 제11대 | 이만섭(李萬燮) | 한국국민당   | 1981년 4월 11일 ~ 1985년 4월 10일  | 대구시 중구·서구 일원      |
| 제11대 | 한병채(韓炳寀) | 민주정의당   | 1981년 4월 11일 ~ 1985년 4월 10일  | 대구시 중구·서구 일원      |
| 제12대 | 유성환(兪成煥) | 신한민주당   | 1985년 4월 11일 ~ 1988년 5월 29일  | 대구 중구·서구 일원        |
| 제12대 | 이만섭(李萬燮) | 한국국민당   | 1985년 4월 11일 ~ 1988년 5월 29일  | 대구 중구·서구 일원        |
| 제13대 | 유수호(劉守鎬) | 민주정의당   | 1988년 5월 30일 ~ 1992년 5월 29일  | 대구 중구 일원             |
| 제14대 | 유수호(劉守鎬) | 민주자유당   | 1992년 5월 30일 ~ 1996년 5월 29일  | 대구 중구 일원             |
| 제15대 | 박준규(朴浚圭) | 자유민주연합 | 1996년 5월 30일 ~ 2000년 5월 29일  | 대구 중구 일원             |
| 제16대 | 백승홍(白承弘) | 한나라당     | 2000년 5월 30일 ~ 2004년 5월 29일  | 대구 중구 일원             |
| 제17대 | 곽성문(郭成文) | 한나라당     | 2004년 5월 30일 ~ 2008년 5월 29일  | 대구 중구·남구 일원        |
| 제18대 | 배영식(裵英植) | 한나라당     | 2008년 5월 30일 ~ 2012년 5월 29일  | 대구 중구·남구 일원        |
| 제19대 | 김희국(金熙國) | 새누리당     | 2012년 5월 30일 ~ 2016년 5월 29일  | 대구 중구·남구 일원        |
| 제20대 | 곽상도(郭尙道) | 새누리당     | 2016년 5월 30일 ~ 2020년 5월 29일  | 대구 중구·남구 일원        |
| 제21대 | 곽상도(郭尙道) | 미래통합당   | 2020년 5월 30일~2021년 11월 11일   | 대구 중구·남구 일원        |
| 제21대 | 임병헌(林炳憲) | 무소속       | 2022년 3월 10일~2024년 5월 29일    | 대구 중구·남구 일원        |
| 제22대 | 김기웅(金基雄) | 국민의힘     | 2024년 5월 30일~                   | 대구 중구·남구 일원        |

## 같이 보기
- 대구시의 국회의원
- 대구 남구의 국회의원
- 대구 동구의 국회의원
- 대구 북구의 국회의원
- 대구 서구의 국회의원
- 대구 수성구의 국회의원
- 대구 달서구의 국회의원
- 달성군의 국회의원
- 중구 (대구 선거구)
- 중구·남구